# Roiszcze
Roiszcze – wieś na Ukrainie położona w obwodzie Czernihowskim, w rejonie Czernihowskim, na brzegach rzeki Stryżeń (dopływ Desny).